# KTL

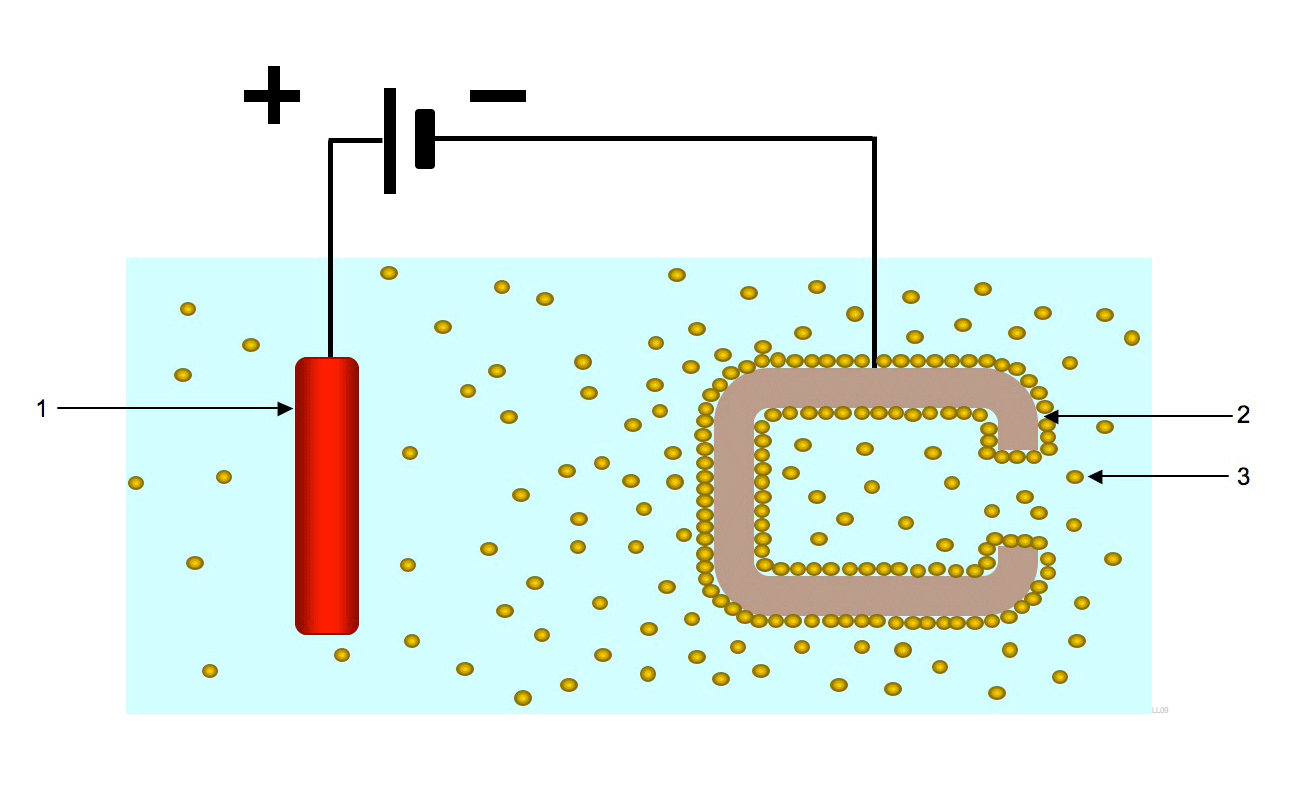
KTL-proces. 1 Anode. 2 Kathode (te lakken product). 3 Geladen lakdeeltjes.

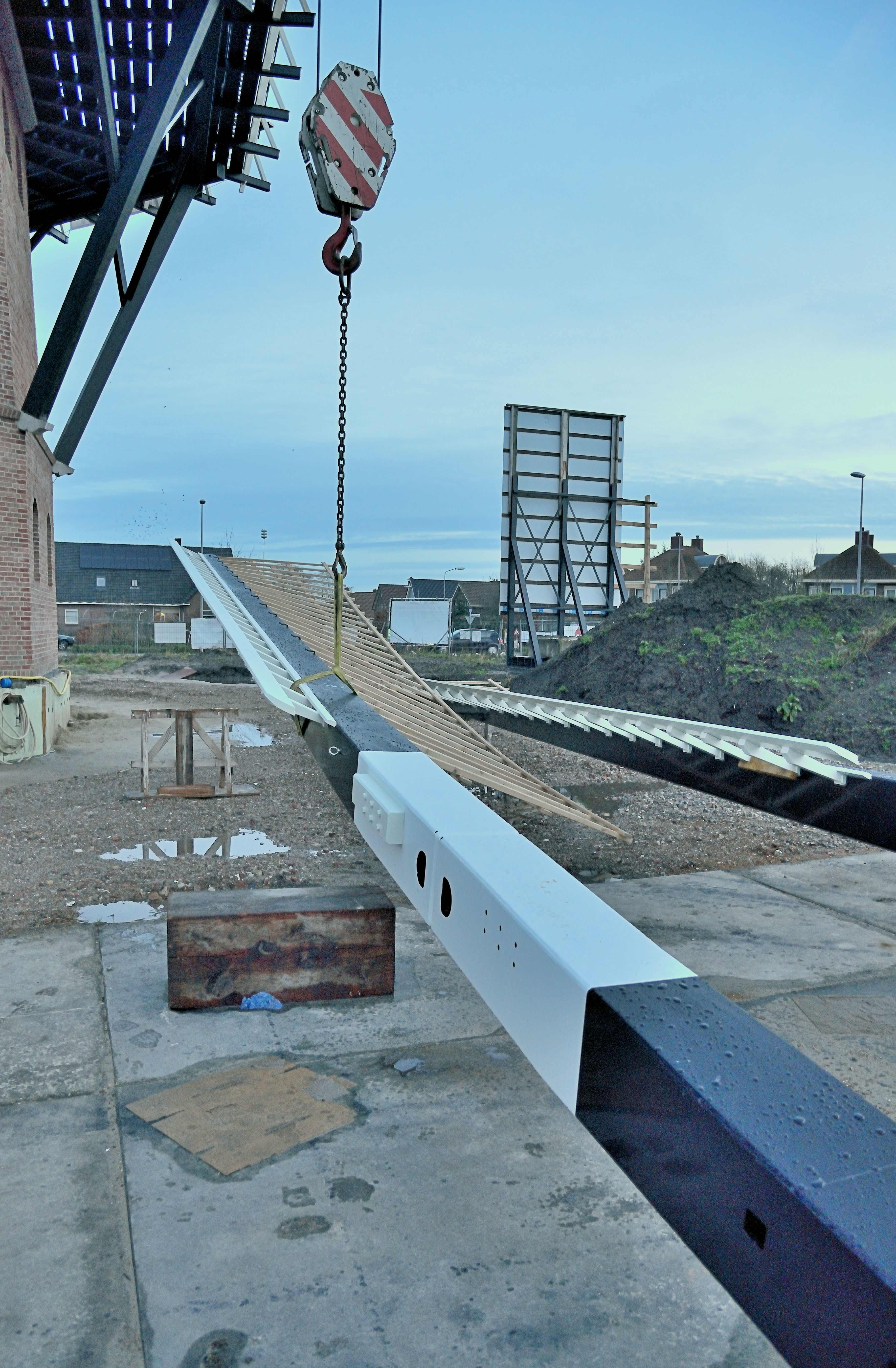
Roede van de Puurveense molen met KTL-behandeling

KTL is de afkorting van Kathodische Tauch Lackierung (elektrostatische dompellak). 
KTL is een elektrostatisch verfproces waarbij het te verven deel in een vloeistofbad wordt ondergedompeld.

## Beschrijving
In een bad gevuld met een watergedragen kataforese lak bevinden zich een pluspool, minpool en het te lakken product. Met behulp van een gelijkstroomspanning worden de lakdeeltjes naar het product getrokken en ontstaat op het oppervlak een laklaag. Deze laklaag groeit aan totdat zich een gesloten en isolerende laag om het product heeft gevormd. Op deze manier is het mogelijk om moeilijk bereikbare plekken te voorzien van een laklaag. De laklaag wordt 12 tot 40 μm dik.
Na het elektrostatisch opbrengen van de lak wordt deze in een oven bij 180 tot 200 °C gedroogd en uitgehard.

## Toepassing
Vaak wordt als voorbehandeling aan het KTL-proces het te verven deel gefosfateerd. Hierdoor wordt een betere hechting van de cataforese lak verkregen. Het KTL-proces biedt in combinatie met het zinkfosfateren de hoge corrosiebescherming. Dankzij de zeer dichte, gelijkmatige en dunne laklaag is het KTL-proces de ideale eerste grondlaag (primer) voor een poedercoating.